# Rumpler C.VIII
Il Rumpler C.VIII fu un monomotore biplano da addestramento avanzato sviluppato dall'azienda aeronautica tedesca Rumpler Flugzeugwerke GmbH negli anni dieci del XX secolo.
Benché identificato come aereo da ricognizione armato secondo le convenzioni di designazione Idflieg, il modello venne espressamente concepito per fornire alle scuole di volo un velivolo in grado di fornire prestazioni comparabili a quelle dei modelli in ambito operativo bellico che gli equipaggi, alla fine della loro formazione, avrebbero trovato ai reparti.

## Storia del progetto
Con il protrarsi della prima guerra mondiale e il sempre più probabile scontro finale con gli avversari della triplice intesa sul fronte occidentale, i vertici militari tedesco imperiali decisero di aggiornare i programmi di formazione dei propri equipaggi in previsione di un massiccio utilizzo di velivoli C-Typ, i biposto da ricognizione dotati oramai di armamento offensivo e difensivo. Fino a quel momento le Flieger Ersatz Abteilungen (FEA), le scuole di volo della Luftstreitkräfte, utilizzavano per la formazione dei mitraglieri/osservatori/radiooperatori destinati alle Flieger-Abteilungen (Fl. Abt) modelli oramai obsoleti, sorpassati per prestazioni e perciò ritirati dalla prima linea, dando priorità ai piloti destinati ai monoposto delle Jagdstaffeln, i reparti da caccia, ma le nuove esigenze tattiche esigevano un'evoluzione. L'Idflieg a tal scopo invitò le aziende aeronautiche a presentare un nuovo modello biposto atto allo scopo, che potesse riunire le caratteristiche dei modelli più avanzati, destinati prioritariamente al fronte, con una gestione che avrebbe permesso una lunga vita operativa.

## Impiego operativo
Entrato in servizio durante le fasi finali della prima guerra mondiale per la formazione degli equipaggi della Luftstreitkräfte, la componente aerea del Deutsches Heer (l'esercito imperiale tedesco), fu acquistato anche dai Paesi Bassi e, dopo il termine del conflitto, dalla Finlandia rimanendo in servizio con quest'ultima fino al 1924.

### ELTA
Nel 1919 vicino ad Amsterdam ebbe luogo l'ELTA, imponente manifestazione aerea in cui erano presenti un centinaio di velivoli. Tra questi anche otto Rumpler C.VIII dell'aeronautica olandese, che di fatto fu l'aereo presente in maggior numero. Nel corso della manifestazione i Rumpler C.VIII presero parte alla Nederlansche Stervlucht, una gara corsa su un circuito a forma di stella, in cui sfidarono degli Spijker V.2.

## Utilizzatori
Finlandia
- Suomen ilmavoimat

 Germania
- Luftstreitkräfte

 Paesi Bassi
- Luchtvaartafdeling